# Reacție nucleară
Reacția nucleară este un proces studiat de fizica și chimia nucleare care constă din ciocnirea nucleilor atomici între ei, sau  cu o particulă elementară rezultând astfel nuclee atomice noi cu proprietăți diferite de nucleele atomice inițiale. Se pot enumera reacțiile de fuziune sau fisiune nucleară.
Prin această reacție de dezintegrare și transformare atomică, vor fi eliberate particule elementare,  energie luminoasă, calorică și sub formă de radiații.
De exemplu, reacția de nucleară declanșată prin ciocnirea unui nucleu de deuteriu cu unul de litiu, se poate scrie sub forma:
{\displaystyle {}_{3}^{6}\mathrm {Li} +{}_{1}^{2}\mathrm {H} \rightarrow {}_{2}^{4}\mathrm {He} +{}_{2}^{4}\mathrm {He} }, sau
{\displaystyle {}_{3}^{6}\mathrm {Li} +{}_{1}^{2}\mathrm {H} \rightarrow 2\ {}_{2}^{4}\mathrm {He} }.

## Istoric
14N + α → 17O + p. 
Această reacție a fost realizată de Ernest Rutherford bombardand azotul gaz cu particule alfa de la dezintegrarea unui nucleu alfa-instabil.

## Notație

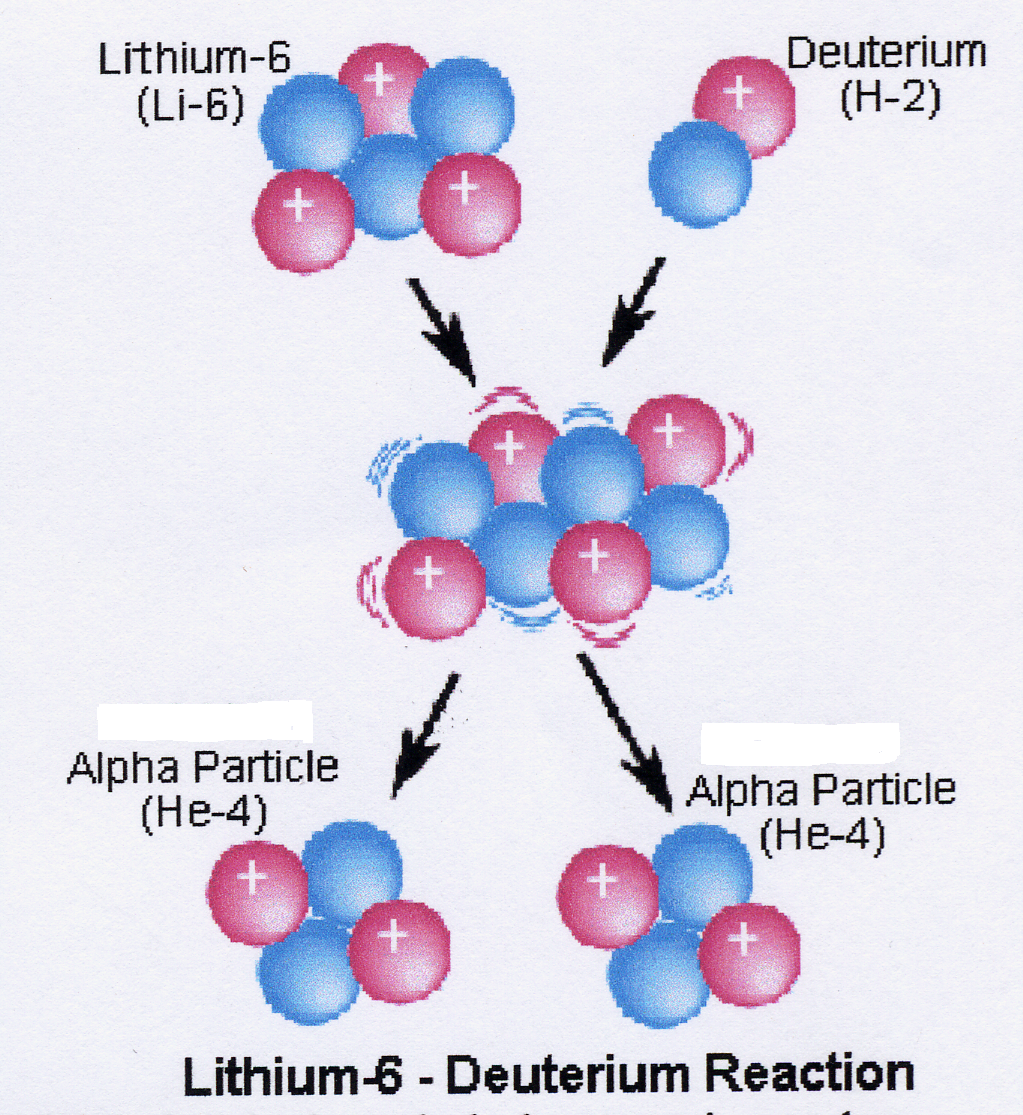
Reacție nucleară

## Tipuri importante
Numărul de reacții nucleare posibile este imens, însă există câteva tipuri mai des întâlnite. Printre acestea, sunt:
- Reacții de fuziune — două nuclee ușoare sunt unite pentru a crea unul mai greu, cu emisia de particule suplimentare (de obicei protoni sau neutroni).
- Spalație — un nucleu este lovit de o particulă cu suficientă energie și impuls pentru a elimina câteva fragmente mici sau a-l distruge în mai multe fragmente.
- Emisie gama indusă - aparține unei clase în care au fost implicați numai protoni pentru crearea și distrugerea stărilor de excitație nucleară.
- Dezintegrare alfa — deși este produsă pe baza acelorași forțe ca și fisiunea spontană, dezintegrarea α este considerată de obicei ca diferită de cea din urmă. Ideea că „reacțiile nucleare” se rezumă la procese induse este incorectă. „Dezintegrările radioactive” sunt un subgrup de „reacții nucleare” care sunt spontane, nu induse. De exemplu, așa-zisele „particule alfa fierbinți” cu energii neobișnuit de mari, pot fi produse în fisiune ternară indusă, care este o reacție nucleară indusă (prin contrast cu fisiunea spontană). Aceste particule alfa apar însă și în fisiunea ternară spontană.
- Reacții de fisiune — un nucleu foarte greu, după absorbția suplimentară de particule ușoare (de obicei neutroni), se rupe în două sau uneori trei bucăți. Aceasta este o reacție nucleară indusă. Fisiunea spontană, care apare fără ajutorul vreunui neutron, nu este considerată de obicei reacție nucleară. Cel puțin, aceasta nu este o reacție nucleară indusă.

### Reacții directe
Un proiectil de energie intermediară transferă energie sau introduce sau scoate nucleoni din nucleu într-un singur eveniment rapid (10−21 secunde). Transferul de energie și de impuls sunt relativ mici. Acestea sunt utile în fizica nucleară experimentală, deoarece mecnaismele de reacție sunt destul de ușor de calculat cu suficientă acuratețe pentru a examina structura nucleului țintă.

#### Împrăștiere inelastică
Numai energia și impulsul sunt transferate.
- (p,p') testează diferențele dintre stări nucleare.
- (α,α') măsoară formele și dimensiunile suprafeței nucleare. Deoarece particulele α care lovesc nucleul reacționează mai violent, împrăștierile α elastice și ușor inelastice sunt sensibile la formele și dimensiunile țintelor, ca și lumina împrăștiată de pe un obiect negru mic.
- (e,e') este utilă pentru examinarea structurii interioare. Deoarece electronii interacționează mai puțin decât protonii și neutronii, ajung în centrele țintelor și funcțiile lor de undă sunt mai puțin distorsionate la trecerea prin nucleu.

#### Reacții de transfer
De obicei, la energie medie sau joasă, unul sau mai mulți nucleoni sunt transferați între proiectil și țintă. Acestea sunt utile la studierea structurii exterioare de straturi a nucleelor.
- reacții (α,n) și (α,p). Unele dintre primele reacții nucleare studiate erau cele cu o particulă alfa produsă prin dezintegrarea alfa, care elimina un nucleon dintr-un nucleu țintă.
- reacții (d,n) și (d,p). Un fascicul de deuteroni lovește o țintă; nucleele țintă absorb ori neutronul ori protonul din deuteron. Deuteronul este atât de slab legat încât aceasta este aproape identică cu o captură de protoni sau neutroni. Se poate forma un nucleu compus, conducând la emisia lentă de neutroni adiționali. Reacțiile (d,n) se folosesc pentru generarea de neutroni energetici.
- Reacția de schimb de straneitate (K, π) a fost folosită pentru studierea hipernucleelor.
- Reacția 14N(α,p)17O realizată de Rutherford în anul 1917 (și raportată în 1919), este privită în general ca primul experiment de transmutație nucleară.

#### Reacții cu neutroni
|       | → T             | → 7Li             | → 14C             |                     |                    |
| ----- | --------------- | ----------------- | ----------------- | ------------------- | ------------------ |
| (n,α) | 6Li + n → T + α | 10B + n → 7Li + α | 17O + n → 14C + α | 21Ne + n → 18O + α  | 37Ar + n → 34S + α |
| (n,p) | 3He + n → T + p | 7Be + n → 7Li + p | 14N + n → 14C + p | 22Na + n → 22Ne + p |                    |

Activarea cu neutroni este importantă în reactori nucleari și arme nucleare. Cele mai cunoscute reacții cu neutroni sunt cele de împrăștiere neutronică, captură neutronică și fisiune nucleară, iar pentru unele nuclee ușoare (în special nuclee impar-impar) cea mai probabilă reacție cu un neutron termic este o reacție de transfer:
Unele reacții pot avea loc numai cu neutroni rapizi:
- reacțiile (n,2n) produc mici cantități de protactiniu-231 și uraniu-232 în ciclul toriului, care de altfel nu prea are produși actinidici foarte radioactivi.
- 9Be + n → 2α + 2n poate contribui cu câțiva neutroni adiționali în reflectorul de neutroni din beriliu al unei arme nucleare.
- 7Li + n → T + α + n în mod neașteptat a îmbunătățit randamentul în cele mai performante teste nucleare, Castle Bravo, Castle Romeo și Castle Yankee, realizate de SUA.

### Reacții cu nucleu compus
Ori este absorbit un proiectil de mică energie ori o particulă de energie mai mare transferă energie nucleului, lăsându-l fără prea multă energie pentru a mai fi complet legat. Pe o durată de 10−19 secunde, particulele, de obicei neutroni, sunt „fierte”. Adică, rămâne unit până când se întâmplă să fie concentrată suficientă energie într-un singur neutron ca să scape din atracția mutuală. Particulele încărcate fierb mai rar datorită barierei coulombiene. Nucleul cvasi-legat este numit nucleu compus.
- (e, e' xn), (γ, xn) de energie joasă (cu xn indicând unul sau mai mulți neutroni), unde energia particulei gama sau gama virtuală este apropiată de rezonanța dipolară gigantică. Acest lucru sporește nevoia de radioprotecție în jurul acceleratoarelor de electroni.